# Il vetturale del Moncenisio (film 1927)
Il vetturale del Moncenisio è un film muto del 1927 diretto da Baldassarre Negroni.

## Trama
Durante la campagna d'Italia francese un ufficiale deve attraversare le Alpi per portare un
messaggio del generale Bonaparte. Gli viene in aiuto Gian-Claudio Thibaut, vetturale del Moncenisio, che vive sulle Alpi con sua moglie Genoveffa e la piccola Giovanna. Ma un delatore denuncia lui e l'ufficiale francese che vengono così arrestati. È il traditore stesso, che si finge amico, a portare a Genoveffa la notizia che il marito Gian-Claudio è morto. Credendosi vedova, la donna va a vivere dal nonno, a Milano, poi, cedendo alle sempre più intense attenzioni del traditore, accetta di sposarlo. Il vetturale, che si è liberato ed in guerra ha compiuto atti di valore, ritrova infine la sua donna e, dopo aver compiuto giustizia, ricostituisce la sua famiglia nel sereno paese alpino.

## Produzione
L'edizione di Baldassarre Negroni è la seconda tratta dal dramma Jean le cocher (1852) del drammaturgo francese Joseph Bouchardy (1810-1870). La prima risale al 1916, regia di Leopoldo Carlucci con interprete Achille Majeroni; ve ne sarà poi una terza, sonora, del 1954, diretta da Guido Brignone ed interpretata da una giovanissima Virna Lisi.
Per gli esterni di questa versione del 1927 fu scelta un'impraticabile valle dell'alto Cadore e i mezzi tecnici occorrenti furono trasportati con due aeroplani. Da notare inoltre che alcune scene vennero sperimentalmente girate a colori.
Il film fu anche il primo ed unico dell'anno 1927 a godere dei benefici della legge 1121 del 16 giugno venendo quindi riconosciuto come «pellicola dotata dei prescritti requisiti di dignità artistica e di buona esecuzione tecnica».

### Dalla cronaca dell'epoca
Una notizia di cronaca (che, probabilmente, va presa con beneficio d'inventario) dal titolo Una prova di coraggio di Masciste coinvolge l'attore Bartolomeo "Maciste" Pagano: «[...] mentre si giravano alcune scene de Il vetturale del Moncenisio [...] si verificò un incidente che poteva avere tragiche conseguenze. [...] uno degli attori che rappresentavano la parte dei nemici in agguato, ad un tratto sentì franare la terra sotto i suoi piedi e precipitò lungo la paurosa china. A stento riuscì ad afferrarsi ad un albero ed a restare sospeso sul burrone spalancato sotto di lui. Il disgraziato, a cui le forze cominciavano a venir meno, sarebbe certamente perito, se Maciste, noncurante del pericolo, non si fosse slanciato in suo aiuto, mentre tutti gli attori, rabbrividendo, assistevano alla lotta con la morte dei due uomini sospesi sul baratro, senza avere la possibilità di soccorrerli. E quando Maciste, dopo inaudite fatiche, trasse in salvo il compagno di lavoro, tutti i presenti alla terrificante scena scoppiarono in applausi all'indirizzo del valoroso attore, che aveva saputo dare una prova di coraggio e di forza, tanto più ammirevole in quanto che fuori della finzione scenica».

## Critica
Anche se Il vetturale del Moncenisio costituisce uno dei vertici dell'impegno produttivo della Pittaluga, per gli attuali storici cinematografici questa produzione italiana, ed in generale tutta quella del quinquennio che precede il sonoro, «non lascia che modeste tracce nel quadro dell'evoluzione del cinema mondiale». Della stessa opinione fu anche un giudizio d'epoca: «Il Vetturale [...] è senza dubbio un film fatto con molta larghezza di intenti e di mezzi. Per tutto il resto è un ottimo film di dieci anni fa, impenetrabile, impermeabile alle nuove correnti che dall'America e anche dalla Germania urgono ogni giorno più vive».
A. G[abrielli] in La rivista cinematografica del 15 novembre 1927: «[...] [La trama] cade nelle inevitabili deficienze d'una favola ricca di avventura: c'è qualche sproporzione e qualche illogicità non convincente. Mal di poco. Ché l'abbondanza di fatti incastonati sulla gemma sempre a sicuro effetto della pietà o dell'amore, hanno il merito invidiabile di mantener sempre viva l'esaltazione commossa della folla e di strappare ad essa quella condiscendenza per le venture men logiche che altrimenti sarebbe vano sperare. Certo, è una trama che possiamo giudicare audace se la mettiamo a confronto con lo sciame dei soggetti americani dove il cuore entra molto di sghembo. Una trama che trionferà: ché l'Italiano nasce con un'anima sua, e l'anima non si cambia a suon di dollari. Il Conte Negroni, il noto padre nobile della cinematografia italiana, ha diretto la parte artistica di questo film. Il pittore Domenico Gaido ha disegnato i costumi e glì scenari. Un binomio eccellente [...]. Bartolomeo Pagano fu un Gian Claudio, come sempre, appassionato e dolce. E Rina de Liguoro interpretò la parte di Genovieffa con anima veramente italiana.
Ottima la fotografia di Arata: luminosa e solida ».